# فلودزميزيرز سمولاريك
فلودزميزيرز ووجیمش سمولاريك (بالبولندية: Włodzimierz Wojciech Smolarek)‏، من مواليد 16 يوليو 1957 في أليكساندروف لودزي في بولندا، لاعب كرة قدم بولندي سابق.
بدأ مسيرته الكروية مع نادي ويدزو لودز في عام 1974، ولعب معهم حتى عام 1978، وفي عام 1978 انتقل إلى نادي ليغيا وارسو، ولعب معهم حتى عام 1980، وشارك معهم في 18 مباراة وسجل 4 أهداف، وفي عام 1980 انتقل إلى نادي ويدزو لودز، ولعب معهم حتى عام 1986، وشارك معهم في 181 مباراة وسجل 55 هدف، وفي عام 1986 انتقل إلى نادي إينتراخت فرانكفورت الألماني، ولعب معهم حتى عام 1988، وشارك معهم في 63 مباراة وسجل 13 هدف، وفي عام 1988 انتقل إلى نادي فيينورد روتردام الهولندي، ولعب معهم حتى عام 1990، وشارك معهم في 46 مباراة وسجل 13 هدف، وفي عام 1990 انتقل إلى نادي أوتريخت الألماني، ولعب معهم حتى عام 1996، وشارك معهم في 165 مباراة وسجل 33 هدف.
لعب مع منتخب بولندا لكرة القدم.
هو والد اللاعب الدولي إوزيبيوس سمولاريك.
توفي في 7 مارس 2012.

## روابط خارجية
- فلودزميزيرز سمولاريك على موقع الاتحاد الدولي (مؤرشف)  (الإنجليزية)
- فلودزميزيرز سمولاريك على موقع الاتحاد الأوربي (الإنجليزية)
- فلودزميزيرز سمولاريك على موقع قاعدة بيانات كرة القدم.إي يو (الإنجليزية)
- فلودزميزيرز سمولاريك على موقع بيانات كرة القدم. دي إي (الألمانية)
- فلودزميزيرز سمولاريك على موقع ناشيونال فوتبول تيمز (الإنجليزية)
- فلودزميزيرز سمولاريك على موقع عالم كرة القدم.نت (الإنجليزية)